# Chiesa riformata di Sankt Moritz
La chiesa riformata di Sankt Moritz è una chiesa evangelico-riformata di Sankt Moritz nel Cantone dei Grigioni in Svizzera.

## Storia
La chiesa venne eretta tra il 1785 e il 1787 secondo il progetto dell'architetto Antonio Geronimi. La torre campanaria è di epoca successiva e risale agli anni 1896-1897.

## Descrizione

### Interni
Il coro della chiesa ospita un grande organo installato nel 1975.

### Esterni
L'alto campanile con l'orologio culmina con una guglia sormontata da una sfera e da un gallo.

## Galleria d'immagini

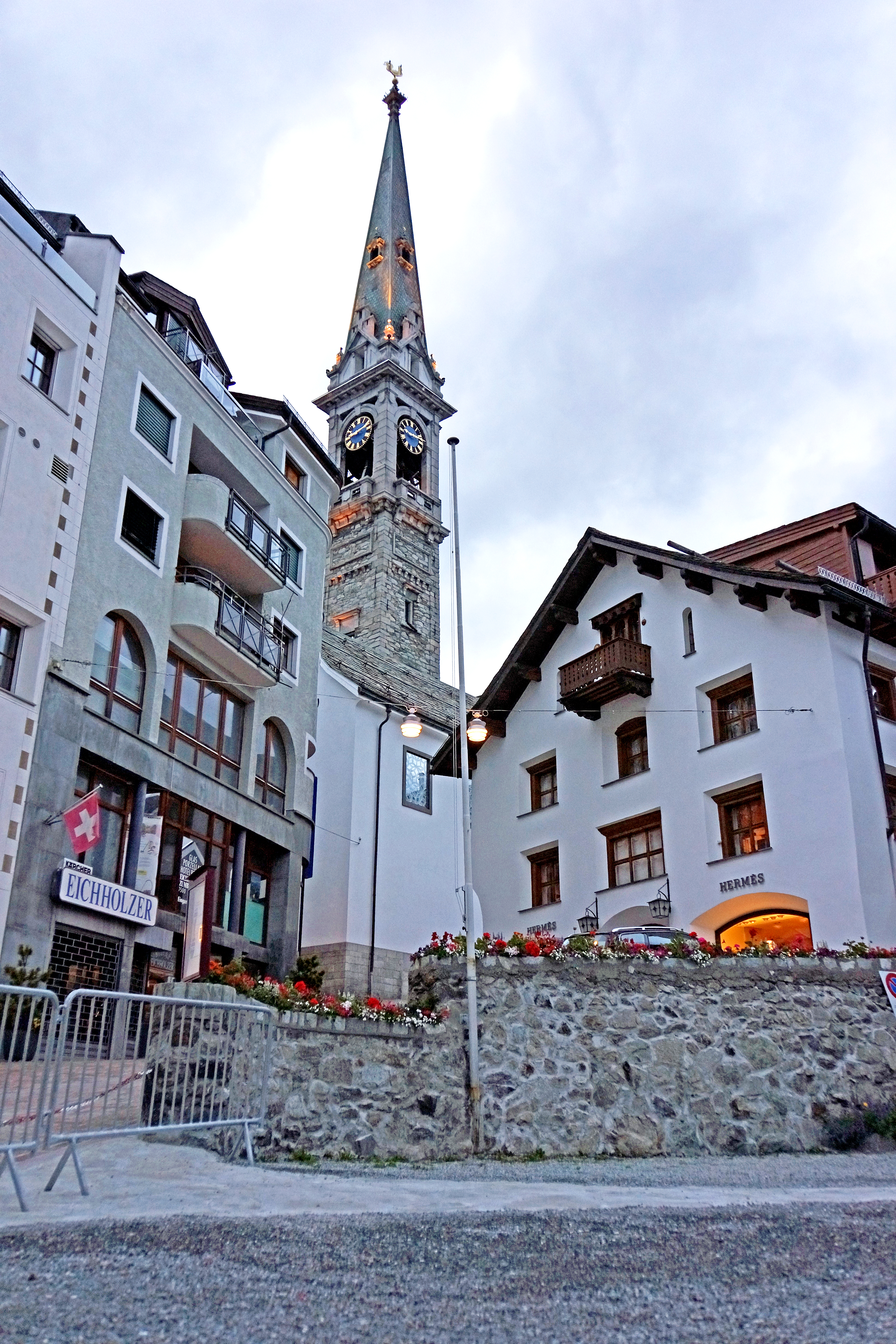
La chiesa nel paese
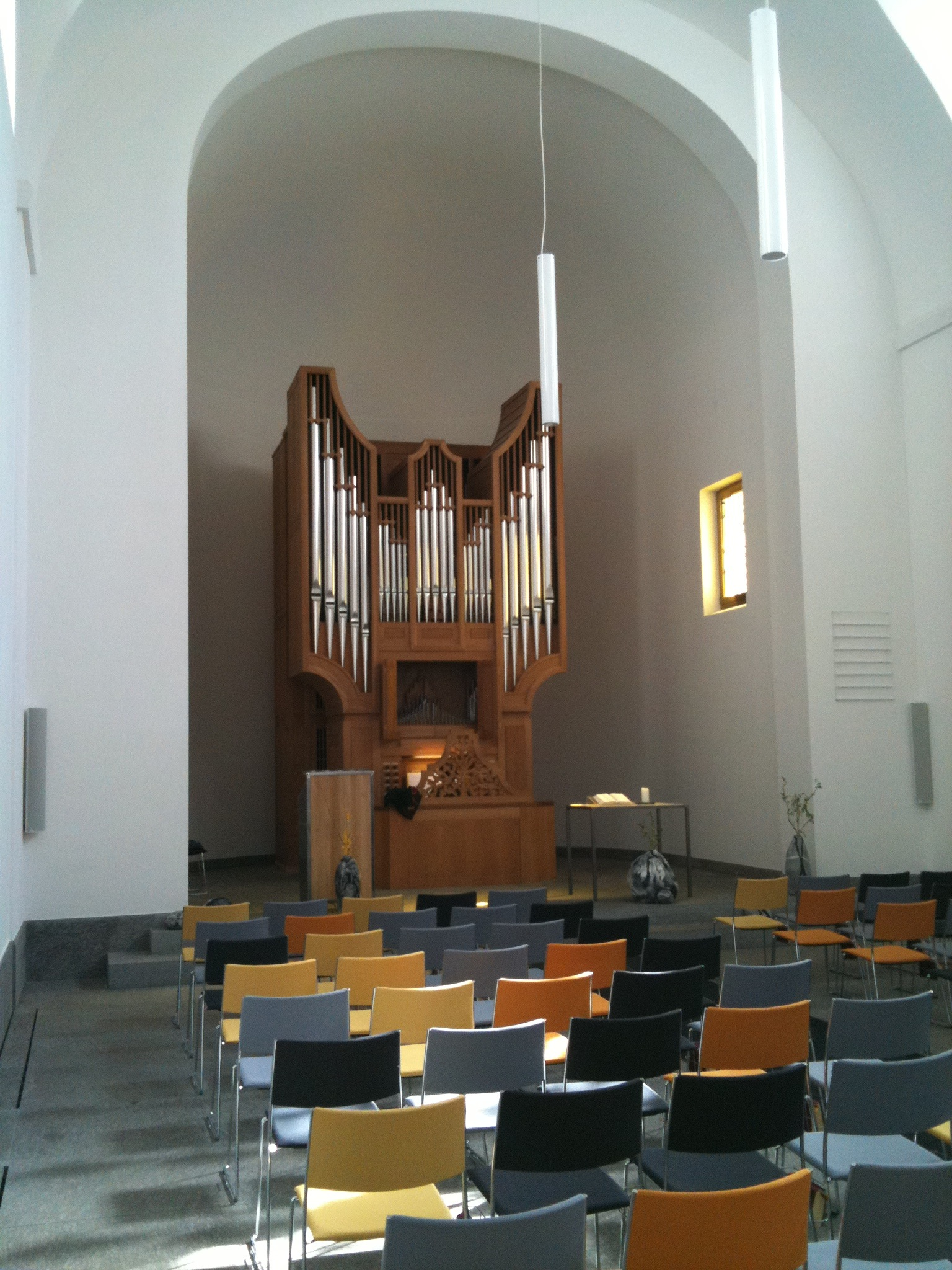
Interno della chiesa dopo il restauro
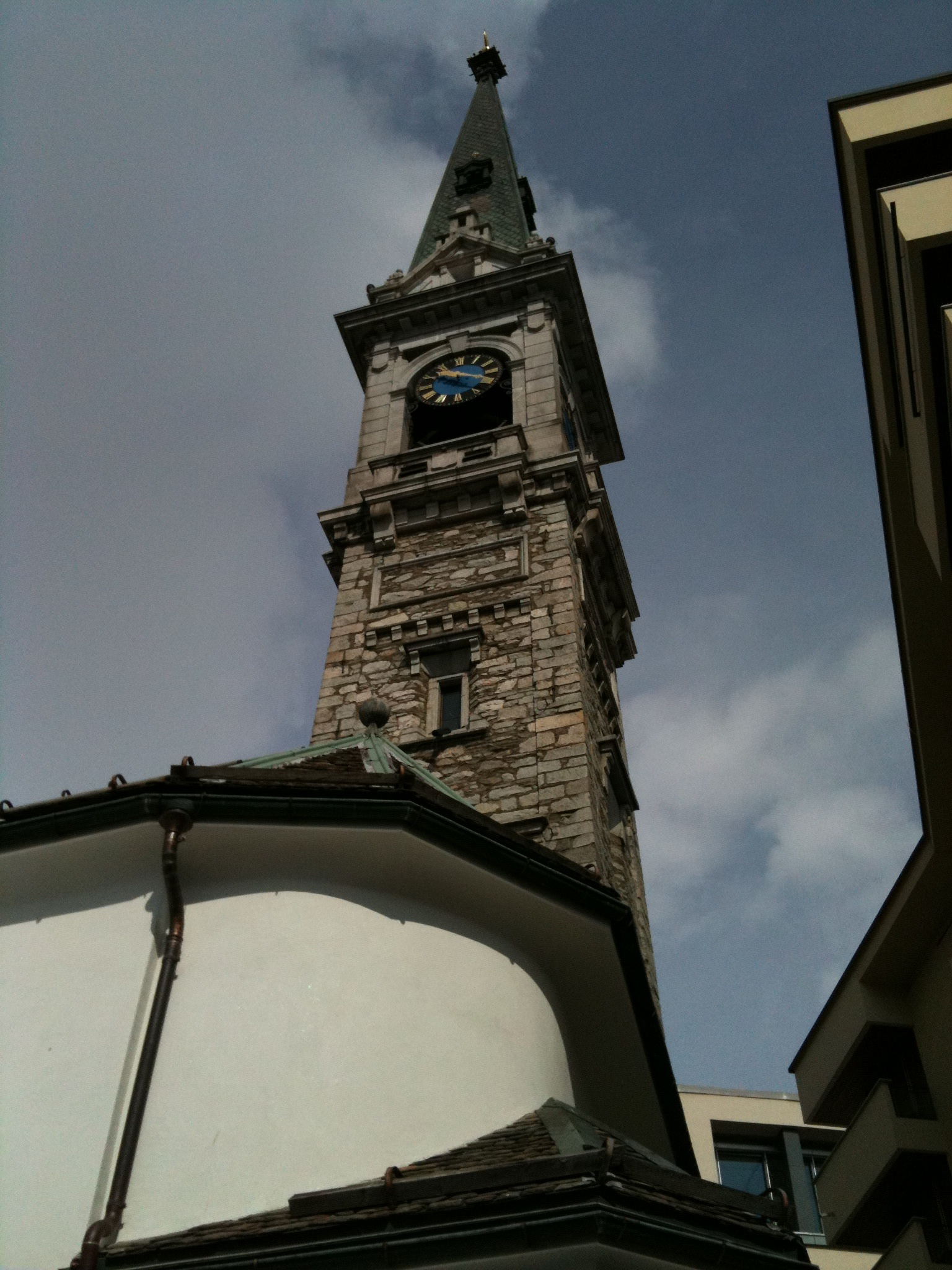
Campanile
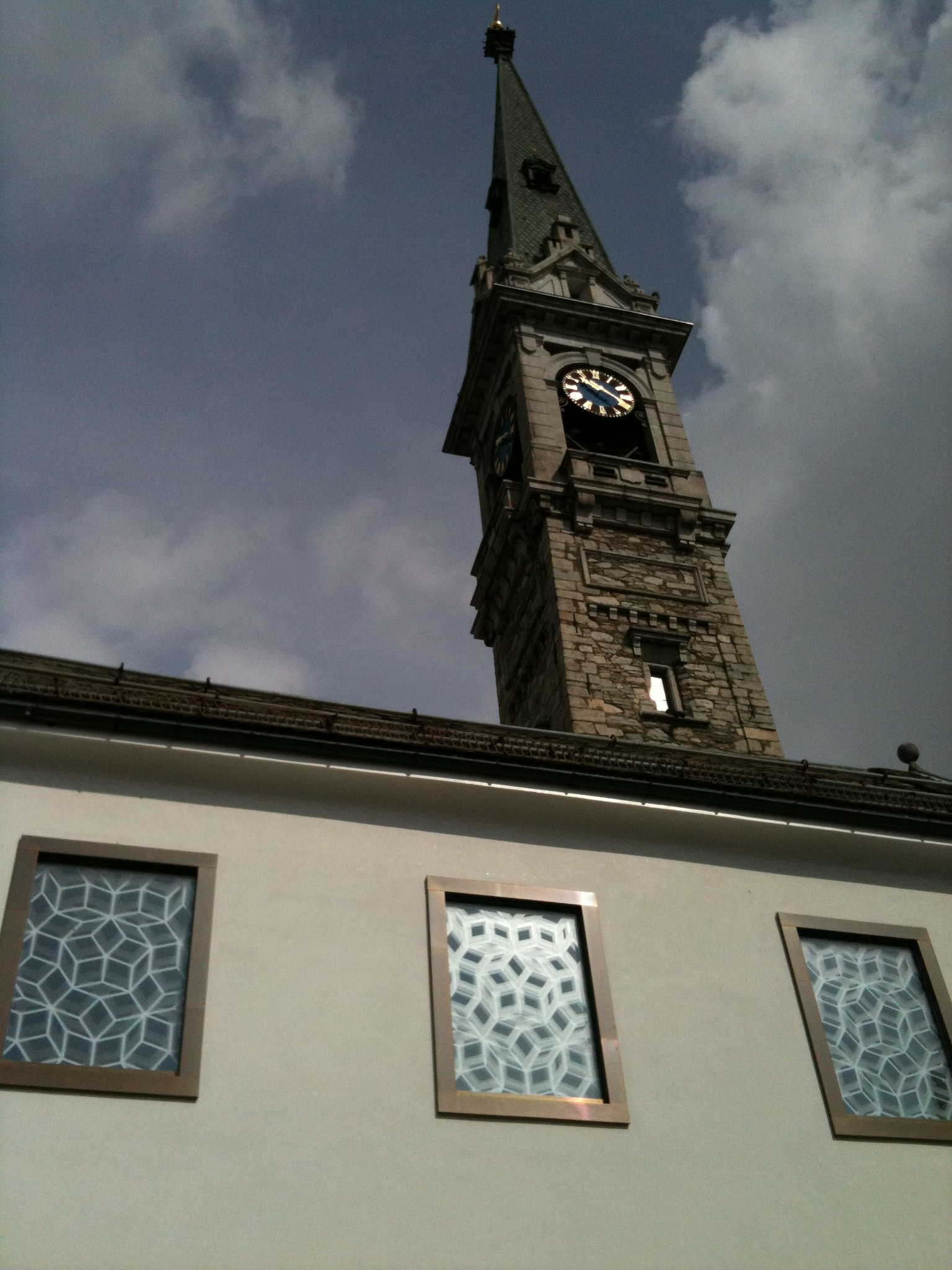
Navata